# Епиграфика
Епиграфика (од грч. ἐπιγραφή, epi-graphē, написано (грч. ἐπιγραφεω, лат. scribere) на (грч. ἐπι) трајном материјалу) је наука која се бави писаним споменицима на тврдим материјалима као што су камен, теракота, стакло, кост, метал и мозаик, за разлику од палеографије која се бави писаним споменицима на меким материјалима (папирус, пергамент, тканина, папир).
Проучавање древних рукописа, обично написаних тушем, засебно је поље, палеографија. Епиграфика се такође разликује од иконографије, јер се ограничава на смислене симболе који садрже поруке.

## Опсег
Епиграфика је примарно оруђе археологије када се ради о писменим културама. Конгресна библиотека САД класификује епиграфику као једну од помоћних историјских наука. Епиграфика такође помаже у идентификацији фалсификата: епиграфски докази били су део дискусије о Јаковљевој костурници.
Карактер писања, предмет епиграфије, ствар је сасвим одвојена од природе текста, који се сам по себи проучава. Текстови исписани у камену обично су за јавни увид и стога се битно разликују од писаних текстова сваке културе. Међутим, нису сви исписани натписи јавни, у микенској Грчкој је за дешифроване текстове „Линеарног Б” откривено да се у великој мери користе за економско и административно вођење евиденције. Неформални натписи су „графити” у свом изворном смислу.

## Епиграфика и друге науке
Иако је примарно повезана са археологијом, домен епиграфике може да се подудара са доменом других историјских дисциплина. Епиграфика користи податке које јој пружа палеографија, која истражује писмо, читајући натписе долази у додир са политичком, административном, правном и религијском историјом. Натписи на новцу, гемама и камејама спадају у домен и нумизматике и епиграфике итд. И поред сличности епиграфика има своје методе проучавања, за разлику од археологије која истражује само налазиште и у директном је контакту са предметима, епиграфика тумачи натписе било на предметима било на репродукцијама или у литератури.